# Telepatia
Telepatia – ogólnie pojęta możliwość komunikacji pomiędzy formami życia bez użycia żadnych znanych człowiekowi zmysłów. Nazwa pochodzi od greckich słów tele (daleki) i patheia (uczucie). Podobnie jak w przypadku innych zjawisk parapsychologicznych istnieją liczne relacje świadków twierdzących, że zetknęli się z tym zjawiskiem lub potrafią je wywoływać, ale mimo wielu studiów, zjawisko nigdy nie przeszło pozytywnie testów naukowych w warunkach uniemożliwiających dokonywanie oszustw. Istnieje wiele proponowanych teorii na temat mechanizmu działania tego zjawiska, jednak żadna nie została jak na razie jednoznacznie potwierdzona. 
Co więcej bywa, że urojenia oddziaływania cechowane są skrajną wiarą w zjawiska tego typu, np. w schizofrenii: "Kiedy pacjent słyszy że ktoś inny wyraża myśl podobną do tej, jaka jemu przed chwilą przyszła do głowy (ewentualnie wypowiada "jego" słowo [...]), sądzi że ma do czynienia ze zjawiskiem czytania w myślach lub projekcji myśli". Przeciętny człowiek typowo używa do kilkunastu tysięcy słów, (przy czym znaczna część słów występuje z większą częstotliwością - por. Prawo Zipfa) więc prawdopodobieństwo "odgadnięcia", wypowiedzenia "jego" słowa na zasadzie przypadku lub zbiegu okoliczności oczywiście nie jest zerowe. Osoby dotknięte tym schorzeniem mają skłonność nadawania szczególnego znaczenia tego typu zwykłym przypadkowym zdarzeniom losowym.
Osoby wierzące w zjawiska paranormalne uważają często, że efektami działania telepatii są m.in. świadomość zbiorowa i intuicyjna komunikacja zwierząt.
Zjawisko telepatii jest na ogół przypisywane zdolności umysłu ludzkiego do wysyłania oraz wybiórczego przechwytywania swoistych fal mózgowych nawet na duże odległości. Badania naukowe potwierdzają jedynie możliwość konstruowania prostych urządzeń sterowanych myślą, przy czujnikach umieszczonych bardzo blisko mózgu. Nie wiadomo także czy myśli innego rodzaju emitują podobne rozpoznawalne sygnały, co polecenia wydawane przez mózg przy sterowaniu ciałem. Przesyłanie złożonych poleceń (a tym bardziej innych treści) na duże odległości za pomocą myśli jest więc mało prawdopodobne z naukowego punktu widzenia przy obecnym poziomie wiedzy. Z kolei odebranie, rozpoznanie i odczytanie myśli wybranej osoby można porównać do praktycznie zerowego prawdopodobieństwa odbioru stacji radiowej wybranej spośród milionów innych rozgłośni, z których wszystkie nadają na tych samych częstotliwościach (mózg ludzki pracuje na bardzo wąskim paśmie częstotliwości do 100 Hz - zob. fale mózgowe).
Australijskie Towarzystwo Sceptyków ufundowało nagrodę w wysokości 100 000 dolarów każdemu, kto dostarczy rzetelny dowód na istnienie tego zjawiska, lub zgodzi się na poddanie wiarygodnym testom na własne zdolności tego rodzaju i zdolności te okażą się prawdziwe. Nagroda nie została dotąd przyznana.